# Dystrykt Limassol
Dystrykt Limassol (gr. Επαρχία Λεμεσού, tur. Limasol Bölgesi) – jeden z 6 dystryktów Republiki Cypryjskiej, znajdujący się w południowej części kraju. Stolicą dystryktu jest Limassol. Jest dystryktem w pełni kontrolowanym przez rząd cypryjski. Jego część dzierżawiona jest przez rząd brytyjski, znajduje się w niej baza wojskowa Akrotiri. W 2011 roku liczył 235 330 mieszkańców. Posiada powierzchnię 1393,3 km², z czego 77% jest zurbanizowana.